# Aeroportul Internațional Casper–Natrona County
Aeroportul Internațional Casper–Natrona County (IATA: CPR, ICAO: KCPR, FAA LID: CPR) este un aeroport din Wyoming, Statele Unite ale Americii ce deservește zona Casper. Aeroportul a fost tranzitat în 2019 de 194.718 pasageri. A fost numit după zona deservită.
Situat la o altitudine de 1.629 m, aeroportul dispune de 2 piste.

## Infrastructură

### Piste
Aeroportul dispune de 2 piste. Pista 03/21 are suprafața de asfalt și dimensiunile 10.165 picioare × 150 picioare. Pista 08/26 are suprafața de asfalt și dimensiunile 8.679 picioare × 150 picioare. 